# شهرستان نیاینرونگ
شهرستان نیاینرونگ (به لاتین: Nyainrong County) یک منطقهٔ مسکونی در چین است که در ناگچو واقع شده‌است. شهرستان نیاینرونگ ۹٬۰۱۷ کیلومتر مربع مساحت دارد ۴٬۷۰۰ متر بالاتر از سطح دریا واقع شده‌است.